# نيكيتا فاسيلييف
نيكيتا فاسيلييف (بالروسية: Никита Валерьевич Васильев)‏ هو لاعب كرة قدم روسي في مركز الوسط، ولد في 22 مارس 1992 في بسكوف في روسيا. لعب مع توربيدو موسكو ونادي روستوف.